# I wish (doaの曲)
「I wish」（アイ ウィッシュ）は、doaの12枚目のシングル。

## 内容
4枚目のアルバム『Prime Garden』からの先行シングル。「心のリズム飛び散るバタフライ」以降、本作までシングル5作連続で徳永暁人がメインボーカルを担当。

## タイアップ
- テレビ朝日系中四国ブロックネット「瀬戸内海から地球が見える〜ナルトビエイが伝える海のSOS〜」テーマソング
- テレビ金沢「びービーみつばち」10月度 エンディングテーマ
- 長野朝日放送「情報パラダイス」11月度エンディングテーマ

## 収録曲
全作曲・編曲：徳永暁人
1. I wish
作詞：徳永暁人
2. 愛は太陽のように誰にでもふりそそぐ
作詞：大田紳一郎
3. Revolution
作詞：吉本大樹